# スラブチッチの戦い
スラブチッチの戦い（スラブチッチのたたかい、英: battle of Slavutych）は、2022年ロシアのウクライナ侵攻のキーウ攻勢において、ウクライナのキーウ州ヴィーシュホロド地区スラブチッチ（チェルノブイリ立入禁止区域内の労働者のための住宅地）で起こった戦闘である。
ロシア軍は、2022年3月18日から3月27日までスラブチッチを包囲攻撃し、ウクライナ軍を撃退した。その後、コノトプのように、ロシア軍は市民が攻撃あるいは敵対しない限り市内に入らないと約束した。

## 戦闘経過

### 初期の包囲と人道的危機
ロシア軍は3月18日にスラブチッチを包囲し、外部からの食糧、医薬品の供給をすべて遮断した。電気の供給も遮断され、ウクレネルゴの従業員が復旧させるために損傷した電線路を修理したが、ロシア軍が再び損傷させた。郊外に検問所が設置され、依然として市民の避難が不可能のままであった。
3月23日に、ロシア軍が検問所で発砲し、戦闘が激しさを増した。3月24日にも、郊外への砲撃が続き、包囲された市内の状況は「人道的危機」と称されるべきものであった。3月25日、ロシア軍の狙撃兵が市内に潜伏しているとの報告があり、市役所は外出禁止令を発して、市民は市内を動き回ることが禁じられた。

### 戦闘の終結とロシア軍の撤退
3月26日、ロシア軍は武装された検問所を攻撃した後、反撃されることなく市内に入り、市内の病院を占拠した。ロシア軍がYuri Fomichev市長を拉致したと報じられたが、最終的には解放され、同日遅くに市内の広場で開かれたロシア軍の侵攻への抗議集会で演説した。平和集会には市民5000人以上が参加したが、ロシア軍が警告射撃を行い、スタングレネードを投下したことで解散させられ、少なくとも市民1人が負傷した。スタングレネードから退避する抗議者の映像がオンラインで国際的に広まった。市民による平和集会への攻撃は戦争犯罪である可能性がある。
集会での演説において、市長は、ロシア軍に対して、市内には軍も兵器も存在しないと確約し、撤退するように要請した。その後、ロシア軍は、中心部から郊外に撤退した。
市長は、ロシア軍に対して、撤退の合意に先立って市内で兵器を捜索することに同意し、3月27日に完了して、ロシア軍がスラブチッチから撤退した。その後、人道回廊が設置され、9日ぶりに市内に物資供給や人道援助が行われ、市民が避難する機会を得られた。